# Blue Murder
Blue Murder fue una banda de hard rock/heavy metal liderada por el guitarrista John Sykes. Lanzaron dos discos en estudio y uno en directo antes de su separación en 1994.
Inicialmente la banda grabó algunos demos con el cantante Ray Gillen (Black Sabbath, Badlands), y con el baterista Cozy Powell (ambos fallecidos), pero no llegaron a ser parte de un disco oficial. Más tarde ingresaría a la agrupación el reconocido baterista Carmine Appice.

## Músicos

### Demos
- Ray Gillen - Voz
- John Sykes - Guitarra
- Tony Franklin - Bajo
- Cozy Powell - Batería

### Primer álbum
- John Sykes - Voz, guitarra
- Nik Green - Teclados
- Tony Franklin - Bajo, teclados
- Carmine Appice - Batería

### Nothin' But Trouble/Screaming Blue Murder
- John Sykes - Voz, guitarra
- Marco Mendoza - Bajo
- Tommy O'Steen - Batería

## Discografía
- Demo
- Blue Murder (1989)
- Nothin' But Trouble (1993)
- Screaming Blue Murder (1994) (Live)